# Uri (kanton)
Uri (fr. Uri; wł. Uri; rm. Uri; lat. Uronia, Urania) – kanton w Szwajcarii, leżący w środkowej części kraju, w dolinie rzeki Reuss między Jeziorem Czterech Kantonów a Przełęczą Św. Gotarda. Jeden z trzech tzw. leśnych kantonów (obok kantonów Schwyz i Unterwalden), które 1 sierpnia 1291 r. podpisały akt założycielski Konfederacji Szwajcarskiej. Stolica kantonu znajduje się w mieście Altdorf. Językiem urzędowym kantonu jest język niemiecki.

## Geografia
Najwyższy szczyt kantonu to Dammastock - 3 630 m n.p.m.

## Demografia
Językami z najwyższym odsetkiem użytkowników są:
- język niemiecki – 93,5%,
- język serbsko-chorwacki – 1,9%,
- język włoski – 1,3%[1].

## Podział administracyjny
Kanton składa się z 19 gmin (Politische Gemeinde).